# فردریک میسترال
فردریک میسترال (به فرانسوی: Frédéric Mistral) روز ۸ سپتامبر ۱۸۳۰ در شهر مایان فرانسه دیده به جهان گشود، نخست به تحصیل حقوق پرداخت ولی طولی نکشید که به نوشتن روی آورد و برای انتقال اندیشه‌هایش زبان محلی مردمان جنوب فرانسه را برگزید. تلاش‌های او سبب دمیدن جانی تازه در زبان پرونسی شد. آکادمی فرانسه به پاس قدردانی از او جایزه‌ای تقدیمش کرد. او بعدها به سبب ابتکار و نبوغ و اصالت هنری آثارش که انعکاس واقعی طبیعت و زندگی مردم زادگاهش بود جایزه نوبل ۱۹۰۴ را به‌طور مشترک دریافت کرد. او در ۲۵ مارس ۱۹۱۴ در زادگاهش از دنیا رفت. از آثارش می‌توان به میریو اشاره کرد.

## آثار
- میریو (۱۸۵۹) {شعر بلند}
- کالندو (۱۸۶۷) {شعر بلند}
- جزایر طلا (۱۸۷۵)
- جزیره‌های خدا (۱۸۷۶)
- گنجینه پرونسال (۸۶-۱۸۷۹) {واژه‌نامه فرانسه}
- نرتو (۱۸۸۴) {شعر بلند}
- ملکه جین (۱۸۹۰)
- شعر رن (۱۸۹۷) {شعر بلند}
- آواز ضربه
- آئینه‌ها